# Mélagues
Mélagues [me.la.gə] (en occitan Melagas [me.'la.ɣo̞s]) est une commune française située dans le département de l'Aveyron en région Occitanie.

## Géographie

### Localisation
Mélagues est la commune la plus au sud de l'Aveyron, très isolée dans la vallée du Nuéjouls au pied des Monts de Lacaune.

### Communes limitrophes
Les communes limitrophes sont  Arnac-sur-Dourdou, Avène, Brusque, Castanet-le-Haut, Graissessac, Saint-Geniès-de-Varensal, Saint-Gervais-sur-Mare et Tauriac-de-Camarès.
| Brusque                    | Tauriac-de-Camarès                                                   |                       |
| Arnac-sur-Dourdou          | Mélagues                                                             | Avène (Hérault)       |
| Castanet-le-Haut (Hérault) | Saint-Geniès-de-Varensal (Hérault), Saint-Gervais-sur-Mare (Hérault) | Graissessac (Hérault) |

### Hydrographie

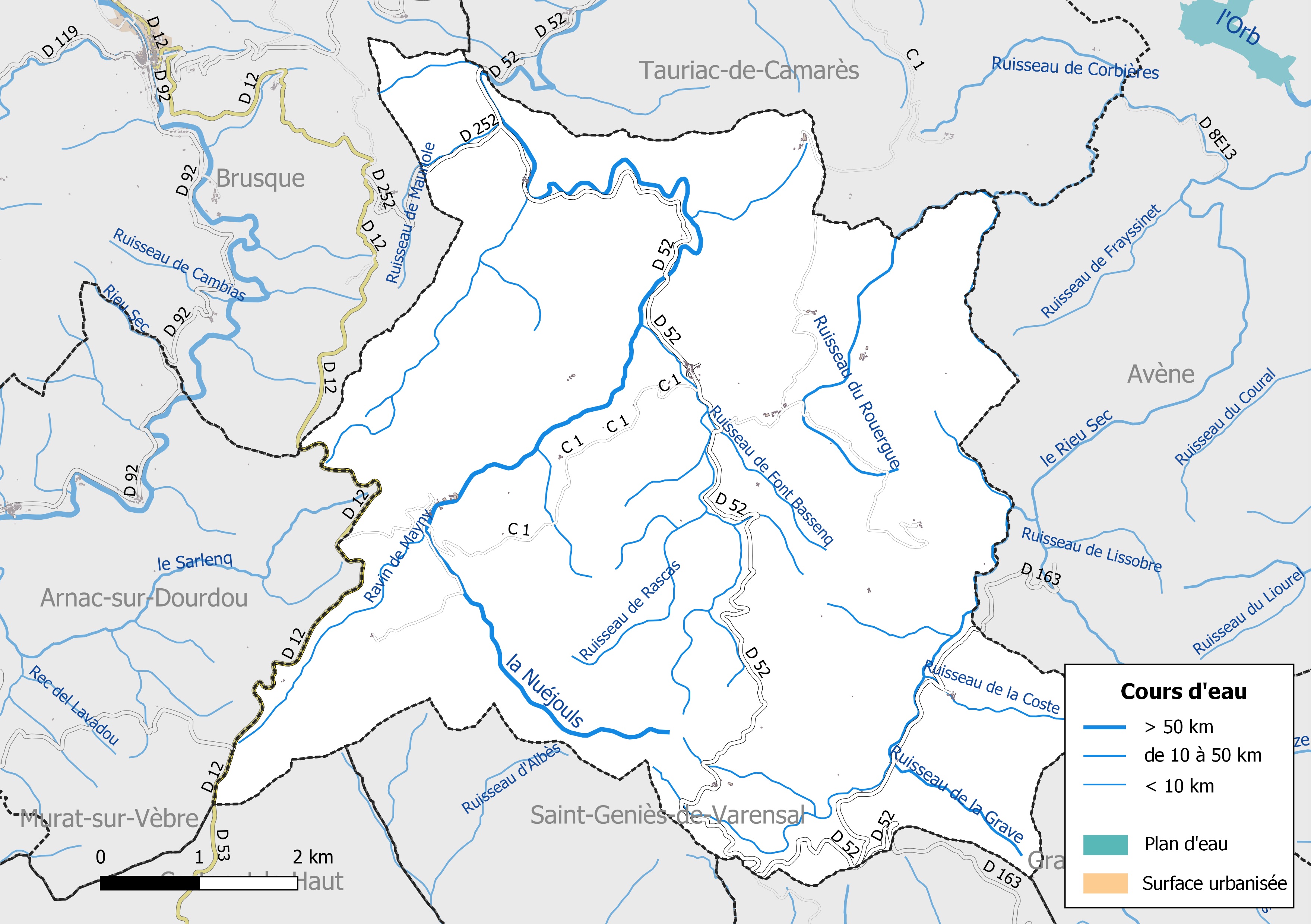
Réseaux hydrographique et routier de Mélagues.

La commune est drainée par la Nuéjouls, le ruisseau del Rouergue, le ruisseau des Graves, le ravin de Mayny, Rec d'Ensalles, Rec des Landes, le ruisseau de Font Bassenq, le ruisseau de la Capelle, le ruisseau de la Coste, le ruisseau de Mauriole, le ruisseau de Mont Frech, le ruisseau de Rascas, le ruisseau de Roumagnou, le ruisseau des Carbonnières, par divers petits cours d'eau.
La Nuéjouls, d'une longueur totale de 31,2 km, prend sa source dans la commune de Mélagues et se jette  dans le Dourdou de Camarès à Sylvanès, après avoir arrosé 5 communes.
La commune est limitrophe de la ligne de partage des eaux Méditerranée-Atlantique, les eaux de surface de la Nuéjouls vont à l'Atlantique, leurs eaux d'infiltration vont à la Méditerranée.

### Climat
Pour des articles plus généraux, voir Climat de l'Occitanie et Climat de l'Aveyron.
En 2010, le climat de la commune est de type climat des marges montargnardes, selon une étude s'appuyant sur une série de données couvrant la période 1971-2000. En 2020, Météo-France publie une typologie des climats de la France métropolitaine dans laquelle la commune est exposée à un climat méditerranéen et est dans une zone de transition entre les régions climatiques « Provence, Languedoc-Roussillon » et « Sud-est du Massif Central ».
Pour la période 1971-2000, la température annuelle moyenne est de 10,1 °C, avec une amplitude thermique annuelle de 15,1 °C. Le cumul annuel moyen de précipitations est de 1 344 mm, avec 11 jours de précipitations en janvier et 4,6 jours en juillet. Pour la période 1991-2020, la température moyenne annuelle observée sur la station météorologique la plus proche, située sur la commune de Brusque à 6 km à vol d'oiseau, est de 11,0 °C et le cumul annuel moyen de précipitations est de 1 103,3 mm,. Pour l'avenir, les paramètres climatiques de la commune estimés pour 2050 selon différents scénarios d'émission de gaz à effet de serre sont consultables sur un site dédié publié par Météo-France en novembre 2022.

### Milieux naturels et biodiversité

#### Espaces protégés
La protection réglementaire est le mode d’intervention le plus fort pour préserver des espaces naturels remarquables et leur biodiversité associée.
Dans ce cadre, la commune fait partie d'un espace protégé, le Parc naturel régional des Grands Causses, créé en 1995 et d'une superficie de 327 937 ha, s'étend sur 97 communes. Ce territoire rural habité, reconnu au niveau national pour sa forte valeur patrimoniale et paysagère, s’organise autour d’un projet concerté de développement durable, fondé sur la protection et la valorisation de son patrimoine,,.

#### Zones naturelles d'intérêt écologique, faunistique et floristique
L’inventaire des zones naturelles d'intérêt écologique, faunistique et floristique (ZNIEFF) a pour objectif de réaliser une couverture des zones les plus intéressantes sur le plan écologique, essentiellement dans la perspective d’améliorer la connaissance du patrimoine naturel national et de fournir aux différents décideurs un outil d’aide à la prise en compte de l’environnement dans l’aménagement du territoire.
Le territoire communal de Mélagues comprend trois ZNIEFF de type 1, : 
- les « Crêtes du mont Cabane au mont Marcou » (484,4 ha), couvrant 4 communes dont 1 dans l'Aveyron et 3 dans l'Hérault[14]
- la « Forêt de Melagues et montagne du Fério » (1 306 ha), couvrant 3 communes dont 2 dans l'Aveyron et 1 dans l'Hérault[15];
- le « Pont de la Mouline, vallée du Dourdou d'Arnac à Brusque, forêts du haut-Dourdou, du Mayni et de Saint-thomas » (2 606 ha), couvrant 6 communes dont 3 dans l'Aveyron, 2 dans l'Hérault et 1 dans le Tarn[16]

et une ZNIEFF de type 2,, 
les « Crêtes du Mont Marcou et des Monts de Mare » (3 441 ha), qui s'étend sur 7 communes dont 1 dans l'Aveyron et 6 dans l'Hérault.

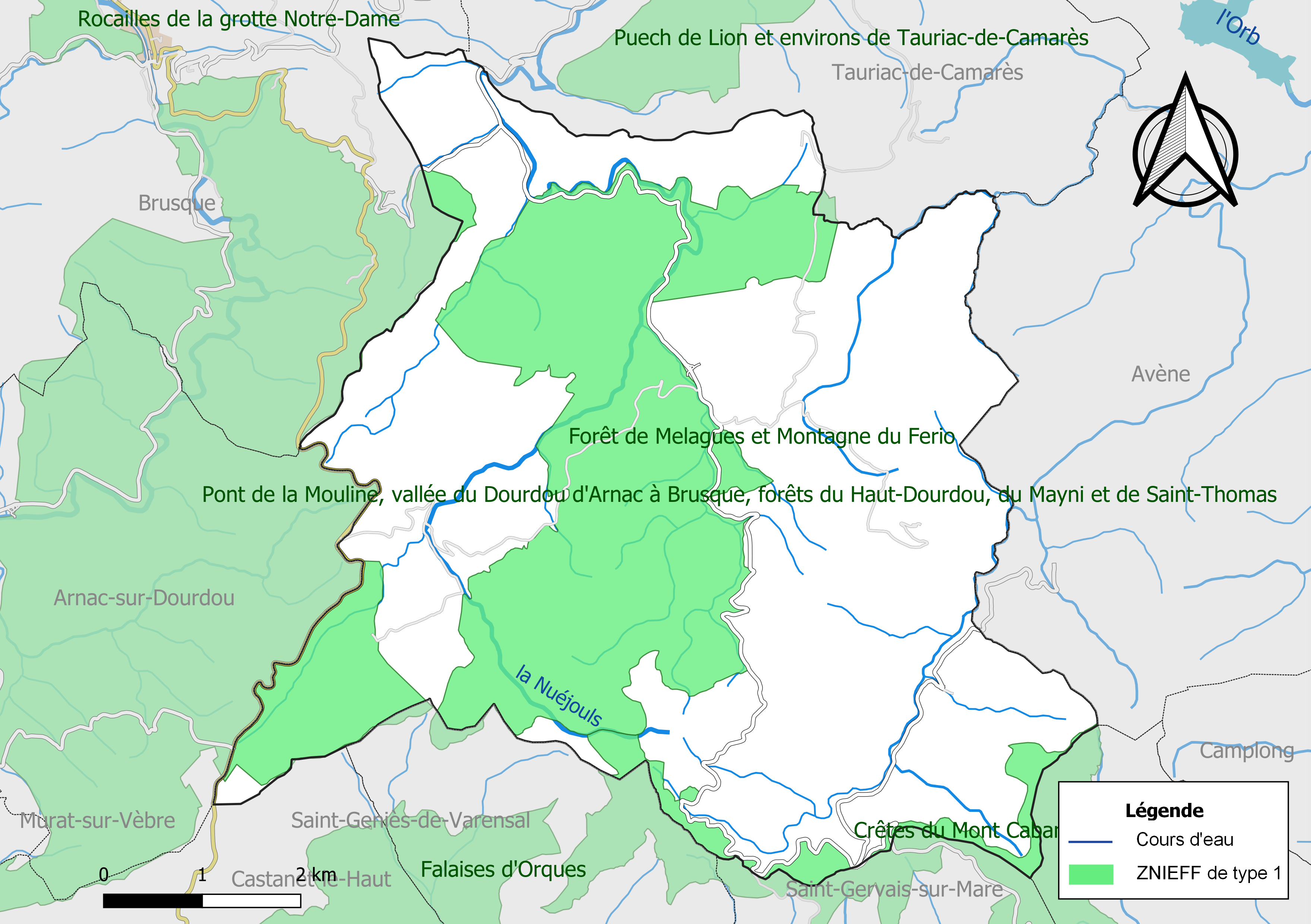
Carte des ZNIEFF de type 1 de la commune.
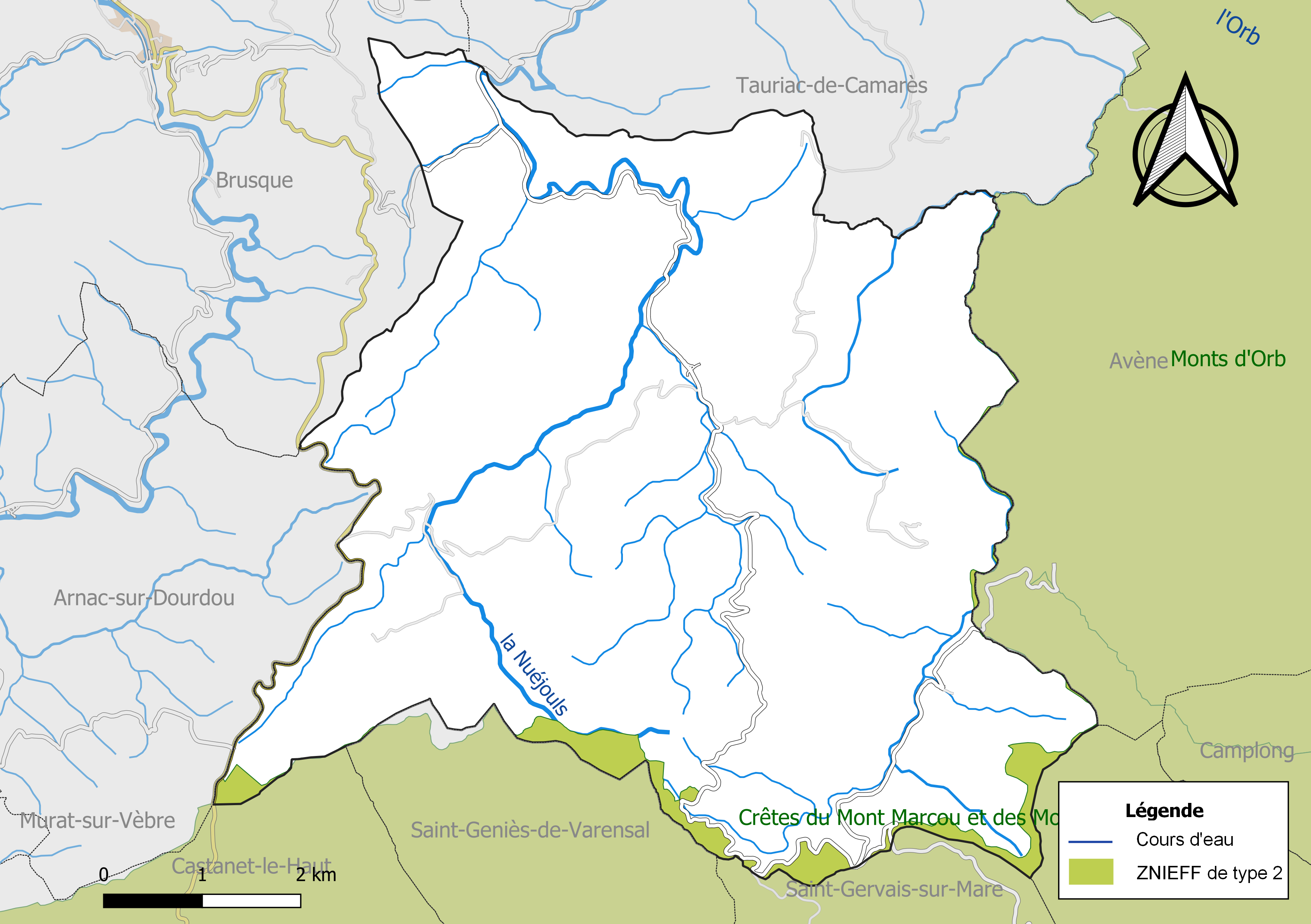
Carte de la ZNIEFF de type 2 de la commune.

## Urbanisme

### Typologie
Au 1er janvier 2024, Mélagues est catégorisée commune rurale à habitat très dispersé, selon la nouvelle grille communale de densité à 7 niveaux définie par l'Insee en 2022.
Elle est située hors unité urbaine et hors attraction des villes,.

### Occupation des sols

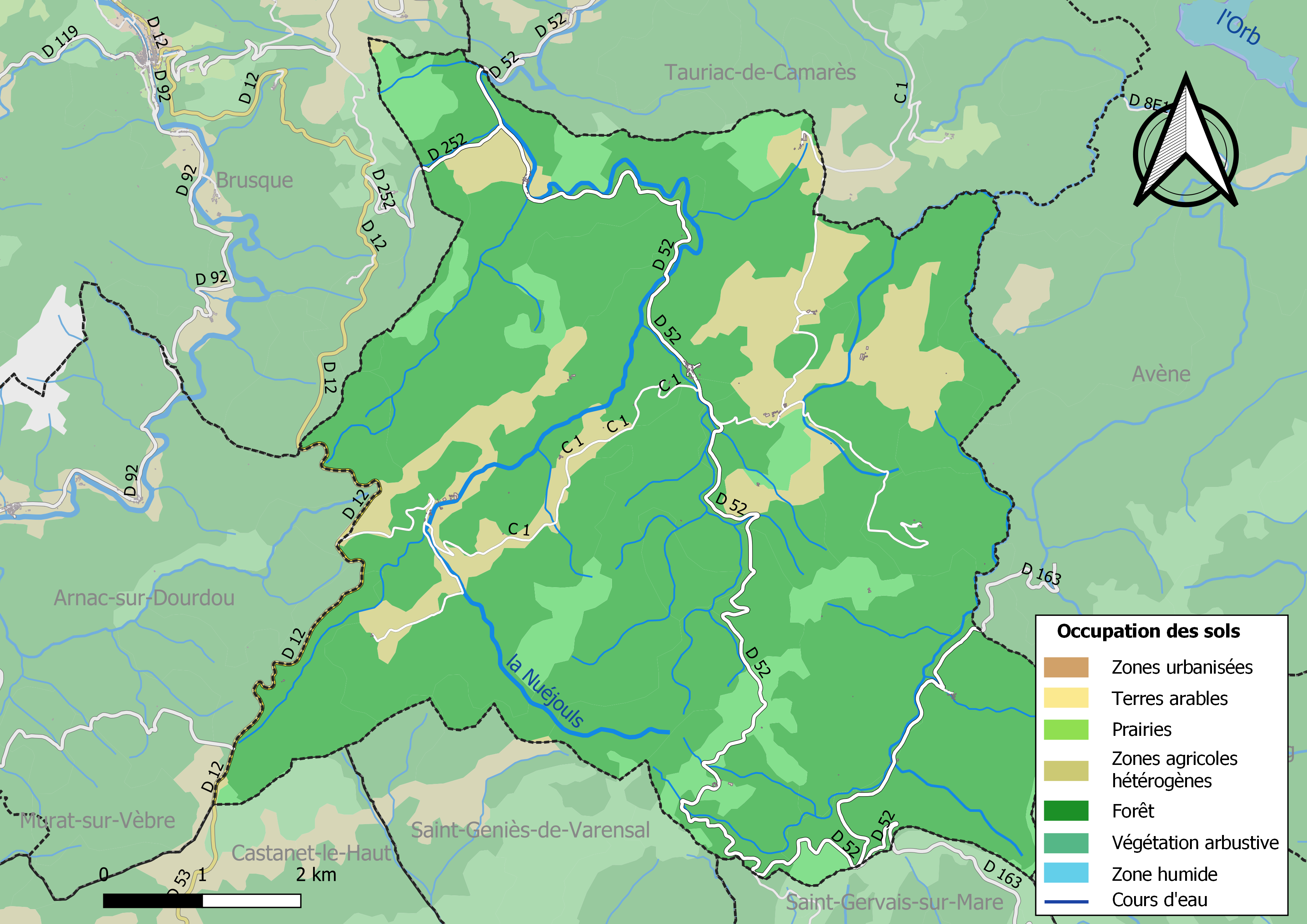
Infrastructures et occupation des sols de la commune de Mélagues.

L'occupation des sols de la commune, telle qu'elle ressort de la base de données européenne d’occupation biophysique des sols Corine Land Cover (CLC), est marquée par l'importance des forêts et milieux semi-naturels (88,2 % en 2018), en augmentation par rapport à 1990 (85,6 %). La répartition détaillée en 2018 est la suivante : 
forêts (79,3 %), zones agricoles hétérogènes (11,8 %), milieux à végétation arbustive et/ou herbacée (8,9 %).

### Planification
La loi SRU du 13 décembre 2000 a incité fortement les communes à se regrouper au sein d’un établissement public, pour déterminer les partis d’aménagement de l’espace au sein d’un SCoT, un document essentiel d’orientation stratégique des politiques publiques à une grande échelle. La commune est dans le territoire du SCoT du Parc naturel régional des Grands Causses, approuvé le vendredi 7 juillet 2017 par le comité syndical et mis à l’enquête publique en décembre 2019. La structure porteuse est le Pôle d'équilibre territorial et rural du PNR des Grands Causses, qui associe huit communautés de communes, notamment la communauté de communes Monts, Rance et Rougier, dont la commune est membre.
La commune, en 2017, avait engagé l'élaboration d'un plan local d'urbanisme.

### Lieux-dits et hameaux
- Le Berjoulet
- Le Berthalays
- Bobes, à l'est
- La Bonellerie
- Brioges
- Cartayrade
- Le Cayla
- Cayourtes
- La Daguette, au sud-est-est
- Fanjaud
- Faviès (en ruine)
- Le Gasquet
- Guidon
- Labiras, au nord-ouest du village
- La Lande
- Le Layrac
- Marcou
- Le Mayni
- Le Mejanel
- Les Planquettes
- Raunier
- Rials, au sud-sud-est
- Saint-Pierre-des-Cats, où se trouvait une église paroissiale
- La Vayssède, à l'ouest

### Risques majeurs
Le territoire de la commune de Mélagues est vulnérable à différents aléas naturels : climatiques (hiver exceptionnel ou canicule), feux de forêts et séisme (sismicité très faible).
Il est également exposé à un risque particulier, le risque radon,.

#### Risques naturels
Le Plan départemental de protection des forêts contre les incendies découpe le département de l’Aveyron en sept « bassins de risque » et définit une sensibilité des communes à l’aléa feux de forêt (de faible à très forte). La commune est classée en sensibilité forte.
Les mouvements de terrains susceptibles de se produire sur la commune sont liés à la présence de cavités souterraines localisées sur la commune,.

#### Risque particulier
Dans plusieurs parties du territoire national, le radon, accumulé dans certains logements ou autres locaux, peut constituer une source significative d’exposition de la population aux rayonnements ionisants. Toutes les communes du département sont concernées par le risque radon à un niveau plus ou moins élevé. Selon le dossier départemental des risques majeurs du département établi en 2013, la commune de Mélagues est classée à risque moyen à élevé. Un décret du 4 juin 2018 a modifié la terminologie du zonage définie dans le code de la santé publique et a été complété par un arrêté du 27 juin 2018 portant délimitation des zones à potentiel radon du territoire français. La commune est désormais en zone 3, à savoir zone à potentiel radon significatif.

## Histoire
Jusqu'à la Révolution, les paroisses de Mélagues et Saint-Pierre-des-Cats faisaient partie intégrante de la communauté de Brusque, érigée ensuite en marquisat de Brusque-Fayet. La paroisse de Saint-Benoît-d'Arnac était une annexe de Saint-Pierre-des-Cats.
Une partie de la commune actuelle formait avant la révolution un territoire au statut particulier et portant le nom de la Lande de Valvidoulès. Elle comprenait quelques fermes (la Lande, Mayni, Proudoumat). Les habitants de cette zone gagnée sur la forêt ne payaient pas la taille, prétextant que cette terre faisait partie du Languedoc. Un bayle représentait le seigneur.
Après la Révolution, la commune comprenait les territoires des communes actuelles d'Arnac-sur-Dourdou et de Tauriac-de-Camarès. C'est en 1872 que la commune de Mélagues fut scindée et que furent créées les communes d'Arnac-sur-Dourdou et de Tauriac-de-Camarès.

## Politique et administration

### Découpage territorial
La commune de Mélagues est membre de la communauté de communes Monts, Rance et Rougier, un établissement public de coopération intercommunale (EPCI) à fiscalité propre créé le 1er janvier 2017 dont le siège est à Belmont-sur-Rance. Ce dernier est par ailleurs membre d'autres groupements intercommunaux.
Sur le plan administratif, elle est rattachée à l'arrondissement de Millau, au département de l'Aveyron et à la région Occitanie. Sur le plan électoral, elle dépend du  canton des Causses-Rougiers pour l'élection des conseillers départementaux, depuis le redécoupage cantonal de 2014 entré en vigueur en 2015, et de la troisième circonscription de l'Aveyron  pour les élections législatives, depuis le dernier découpage électoral de 2010.

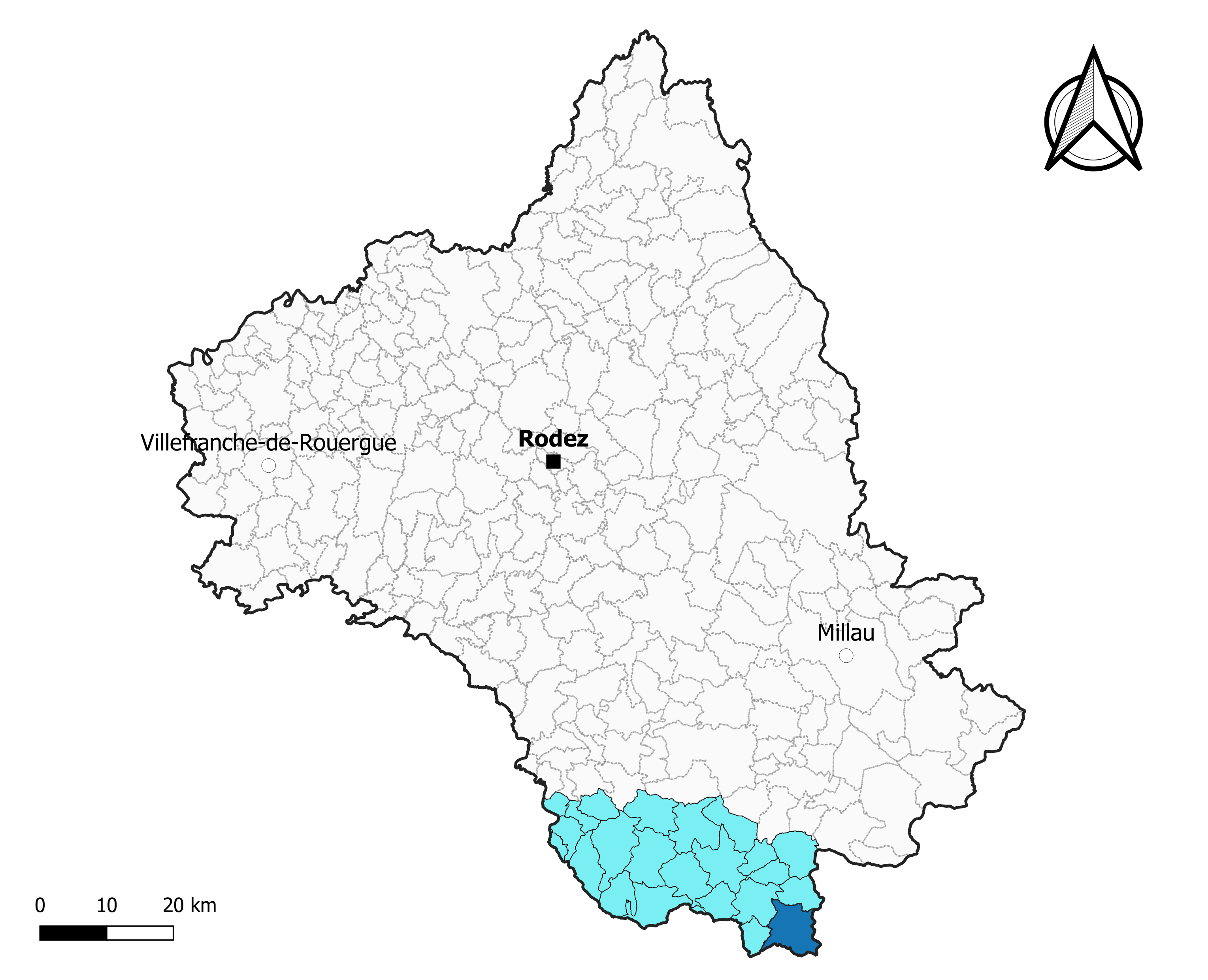
Mélagues dans l'intercommunalité en 2020.
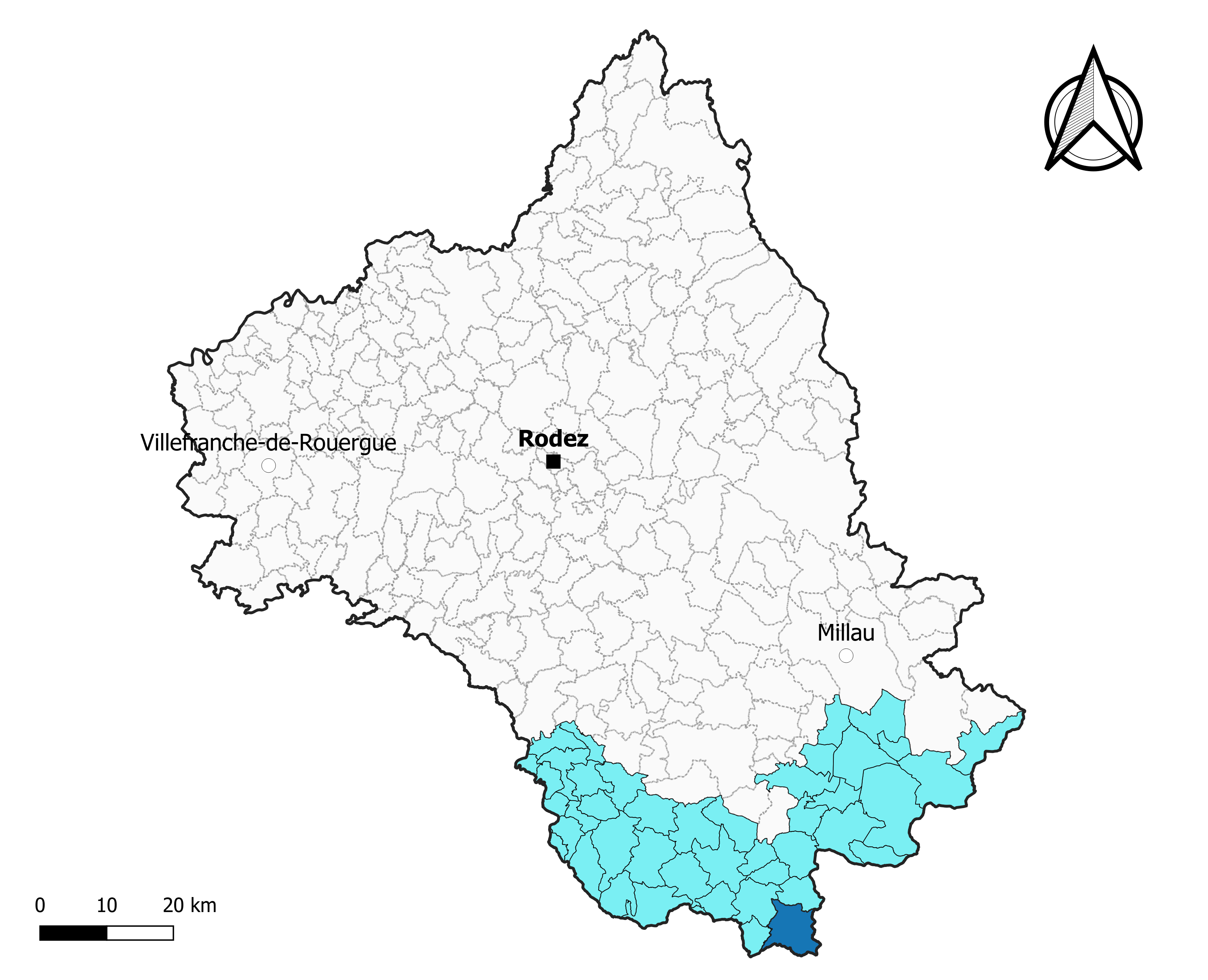
Mélagues dans le canton des Causses-Rougiers en 2020.
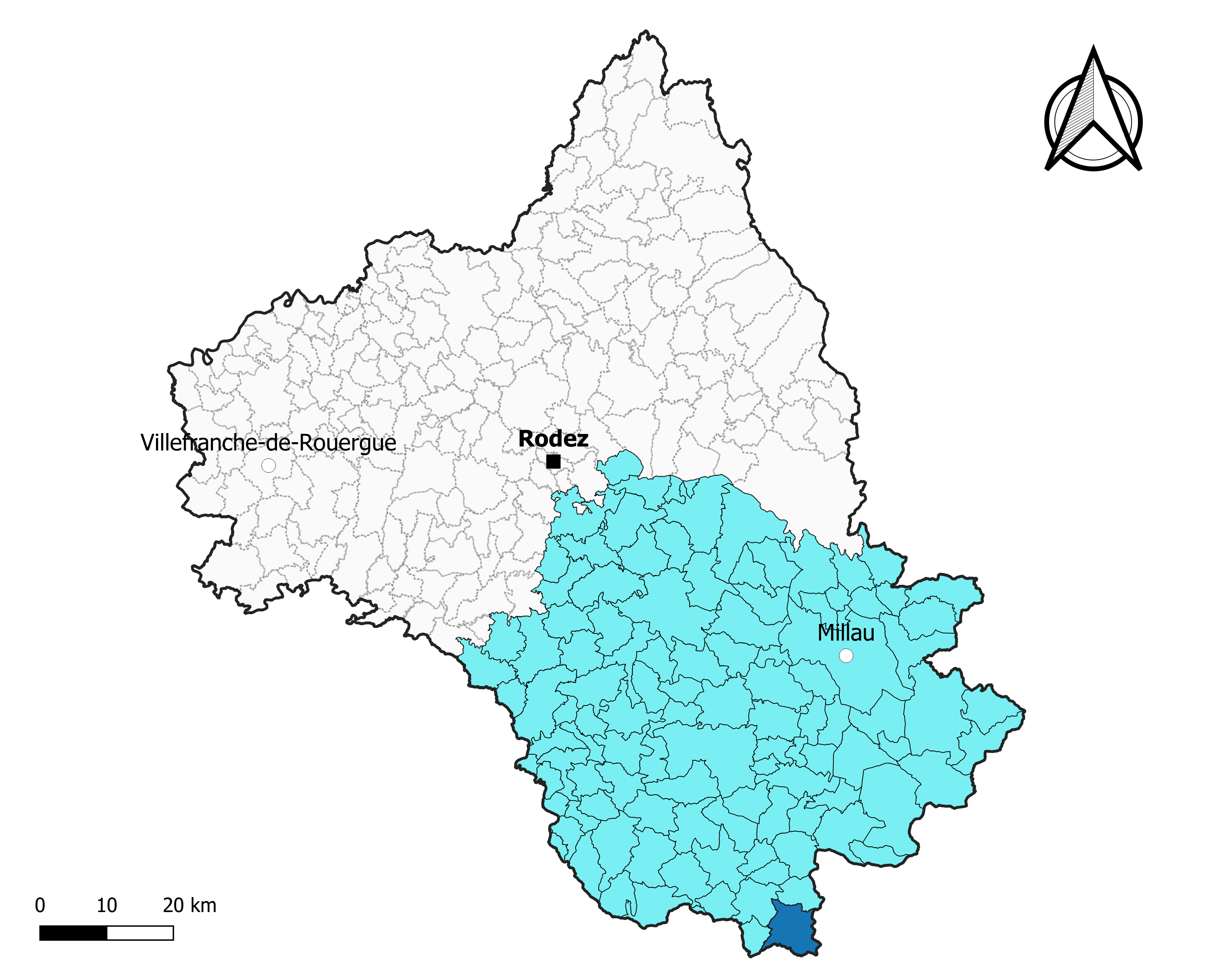
Mélagues dans l'arrondissement de Millau en 2020.

### Élections municipales et communautaires

#### Élections de 2020
Le conseil municipal de Mélagues, commune de moins de 1 000 habitants, est élu au scrutin majoritaire plurinominal à deux tours avec candidatures isolées ou groupées et possibilité de panachage. Compte tenu de la population communale, le nombre de sièges à pourvoir lors des élections municipales de 2020 est de 7. La totalité des sept candidats en lice est élue dès le premier tour, le 15 mars 2020, avec un taux de participation de 72,22 %.
Jean Milesi, maire sortant, est réélu pour un nouveau mandat le 25 mai 2020.
Dans les communes de moins de 1 000 habitants, les conseillers communautaires sont désignés parmi les conseillers municipaux élus en suivant l’ordre du tableau (maire, adjoints puis conseillers municipaux) et dans la limite du nombre de sièges attribués à la commune au sein du conseil communautaire. Un siège est attribué à la commune au sein de la communauté de communes Monts, Rance et Rougier.

#### Liste des maires
| Période                                  | Période  | Identité     | Étiquette | Qualité      |
| ---------------------------------------- | -------- | ------------ | --------- | ------------ |
| mars 2014                                | En cours | Jean Milesi, |           | Ancien cadre |
| Les données manquantes sont à compléter. |          |              |           |              |

## Démographie
L'évolution du nombre d'habitants est connue à travers les recensements de la population effectués dans la commune depuis 1793. Pour les communes de moins de 10 000 habitants, une enquête de recensement portant sur toute la population est réalisée tous les cinq ans, les populations de référence des années intermédiaires étant quant à elles estimées par interpolation ou extrapolation. Pour la commune, le premier recensement exhaustif entrant dans le cadre du nouveau dispositif a été réalisé en 2007.

En 2022, la commune comptait 56 habitants, en évolution de −6,67 % par rapport à 2016 (Aveyron : +0,37 %, France hors Mayotte : +2,11 %).
| 1793  | 1800  | 1821  | 1831  | 1836  | 1841  | 1846  | 1851  | 1856  |
| ----- | ----- | ----- | ----- | ----- | ----- | ----- | ----- | ----- |
| 1 302 | 1 230 | 1 622 | 1 565 | 1 706 | 1 779 | 1 548 | 1 636 | 1 532 |

| 1861  | 1866  | 1872 | 1876 | 1881 | 1886 | 1891 | 1896 | 1901 |
| ----- | ----- | ---- | ---- | ---- | ---- | ---- | ---- | ---- |
| 1 412 | 1 431 | 594  | 561  | 531  | 516  | 480  | 474  | 496  |

| 1906 | 1911 | 1921 | 1926 | 1931 | 1936 | 1946 | 1954 | 1962 |
| ---- | ---- | ---- | ---- | ---- | ---- | ---- | ---- | ---- |
| 454  | 450  | 378  | 280  | 242  | 224  | 199  | 173  | 138  |

| 1968 | 1975 | 1982 | 1990 | 1999 | 2006 | 2007 | 2012 | 2017 |
| ---- | ---- | ---- | ---- | ---- | ---- | ---- | ---- | ---- |
| 107  | 113  | 94   | 106  | 102  | 71   | 67   | 62   | 60   |

| 2022 | - | - | - | - | - | - | - | - |
| ---- | - | - | - | - | - | - | - | - |
| 56   | - | - | - | - | - | - | - | - |

## Économie

### Emploi
| Division       | 2008  | 2013  | 2018   |
| -------------- | ----- | ----- | ------ |
| Commune        | 2,5 % | 7,5 % | 11,4 % |
| Département    | 5,4 % | 7,1 % | 7,1 %  |
| France entière | 8,3 % | 10 %  | 10 %   |

En 2018, la population âgée de 15 à 64 ans s'élève à 35 personnes, parmi lesquelles on compte 80 % d'actifs (68,6 % ayant un emploi et 11,4 % de chômeurs) et 20 % d'inactifs,. En  2018, le taux de chômage communal (au sens du recensement) des 15-64 ans est supérieur à celui du département et de la France, alors qu'en 2008 la situation était inverse.
La commune est hors attraction des villes,. Elle compte 17 emplois en 2018, contre 15 en 2013 et 18 en 2008. Le nombre d'actifs ayant un emploi résidant dans la commune est de 24, soit un indicateur de concentration d'emploi de 71 % et un taux d'activité parmi les 15 ans ou plus de 51,9 %.
Sur ces 24 actifs de 15 ans ou plus ayant un emploi, 16 travaillent dans la commune, soit 67 % des habitants. Pour se rendre au travail, 37,5 % des habitants utilisent un véhicule personnel ou de fonction à quatre roues, 33,3 % s'y rendent en deux-roues, à vélo ou à pied et 29,2 % n'ont pas besoin de transport (travail au domicile).

### Activités hors agriculture
18 établissements sont implantés  à Mélagues au 31 décembre 2019.
Le secteur de l'industrie manufacturière, des industries extractives et autres est prépondérant sur la commune puisqu'il représente 72,2 % du nombre total d'établissements de la commune (13 sur les 18 entreprises implantées  à Mélagues), contre 17,7 % au niveau départemental.

### Agriculture
|               | 1988 | 2000 | 2010 | 2020 |
| ------------- | ---- | ---- | ---- | ---- |
| Exploitations | 11   | 10   | 9    | 9    |
| SAU (ha)      | 927  | 831  | 819  | 664  |

La commune est dans les Monts de Lacaune, une petite région agricole occupant le sud du département de l'Aveyron. En 2020, l'orientation technico-économique de l'agriculture  sur la commune est l'élevage d'ovins ou de caprins. Neuf exploitations agricoles ayant leur siège dans la commune sont dénombrées lors du recensement agricole de 2020 (onze en 1988). La superficie agricole utilisée est de 664 ha,,.

## Culture locale et patrimoine

### Lieux et monuments
- Église Saint-Martin de Mélagues[50], XIXe siècle, dont la décoration du chœur est baroque.
- Église Saint-Pierre de Saint-Pierre-des-Cats[50], XIXe siècle, dont le clocher est néo-roman.
- Chapelle Saint-Maurice de Cartayrade[50] à Rials, XIXe siècle, rénovée en 2009.
- Point de vue sur la Méditerranée, les Grands Causses et les Cévennes depuis le col du Thalys.

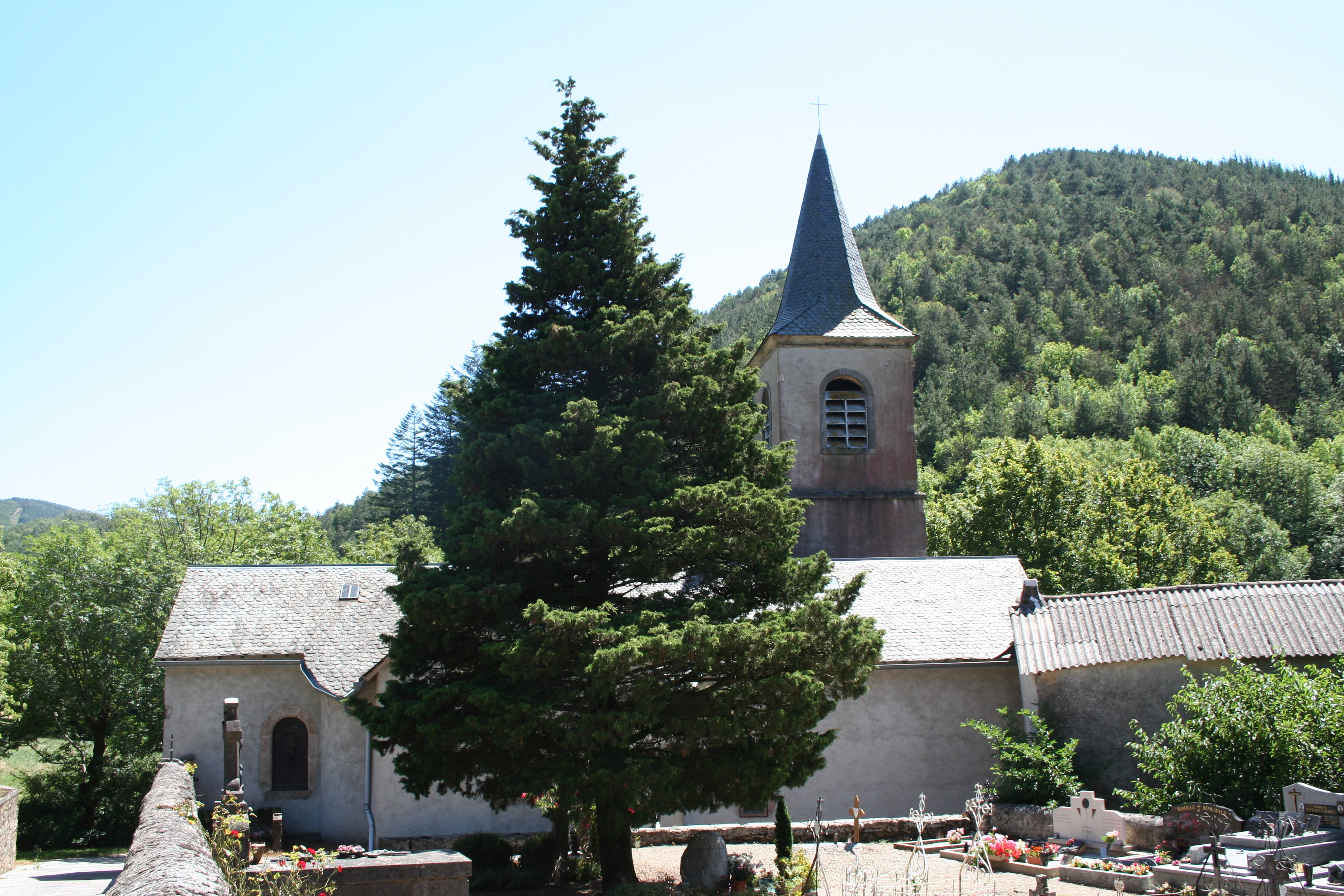
Église Saint-Martin.
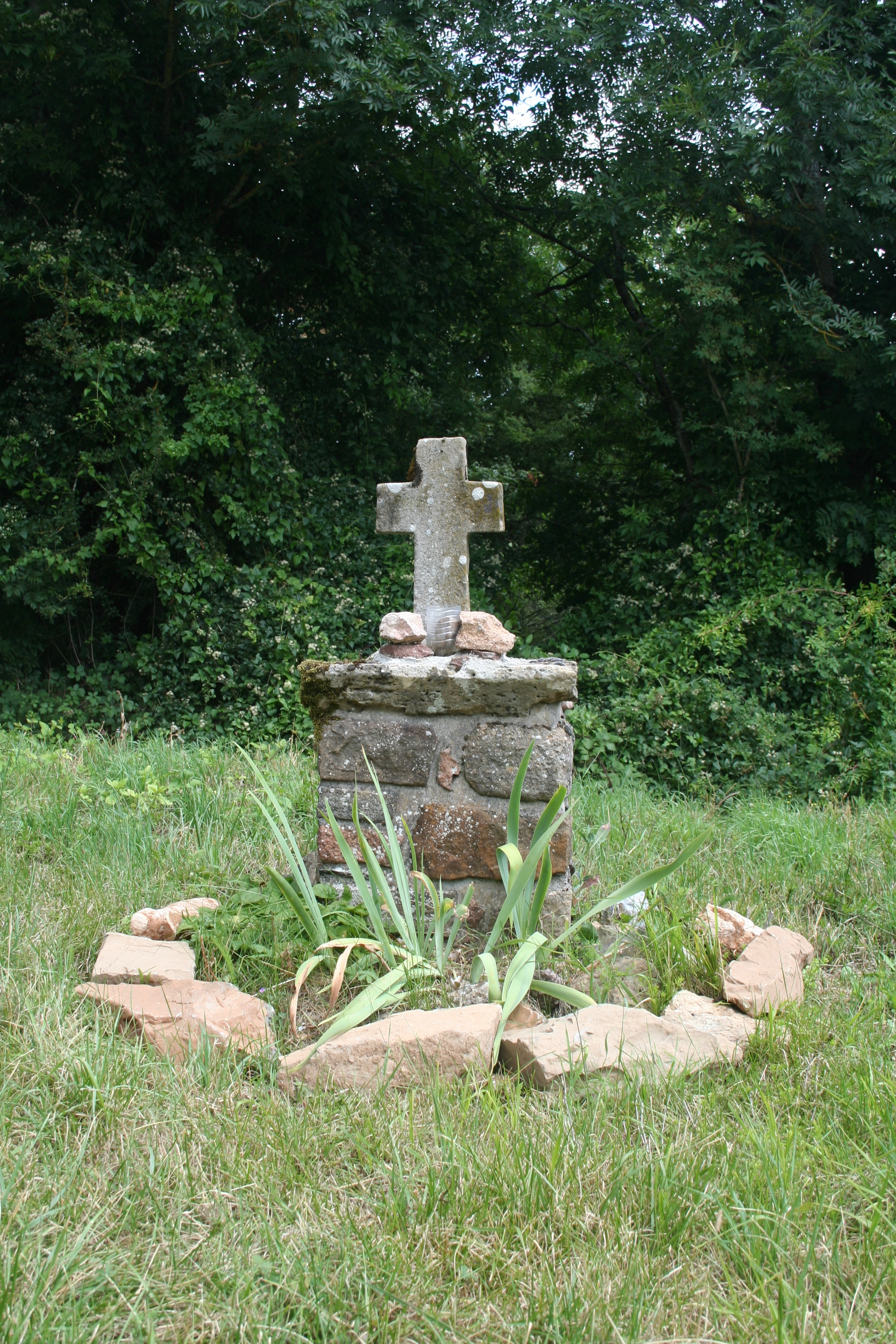
Croix.
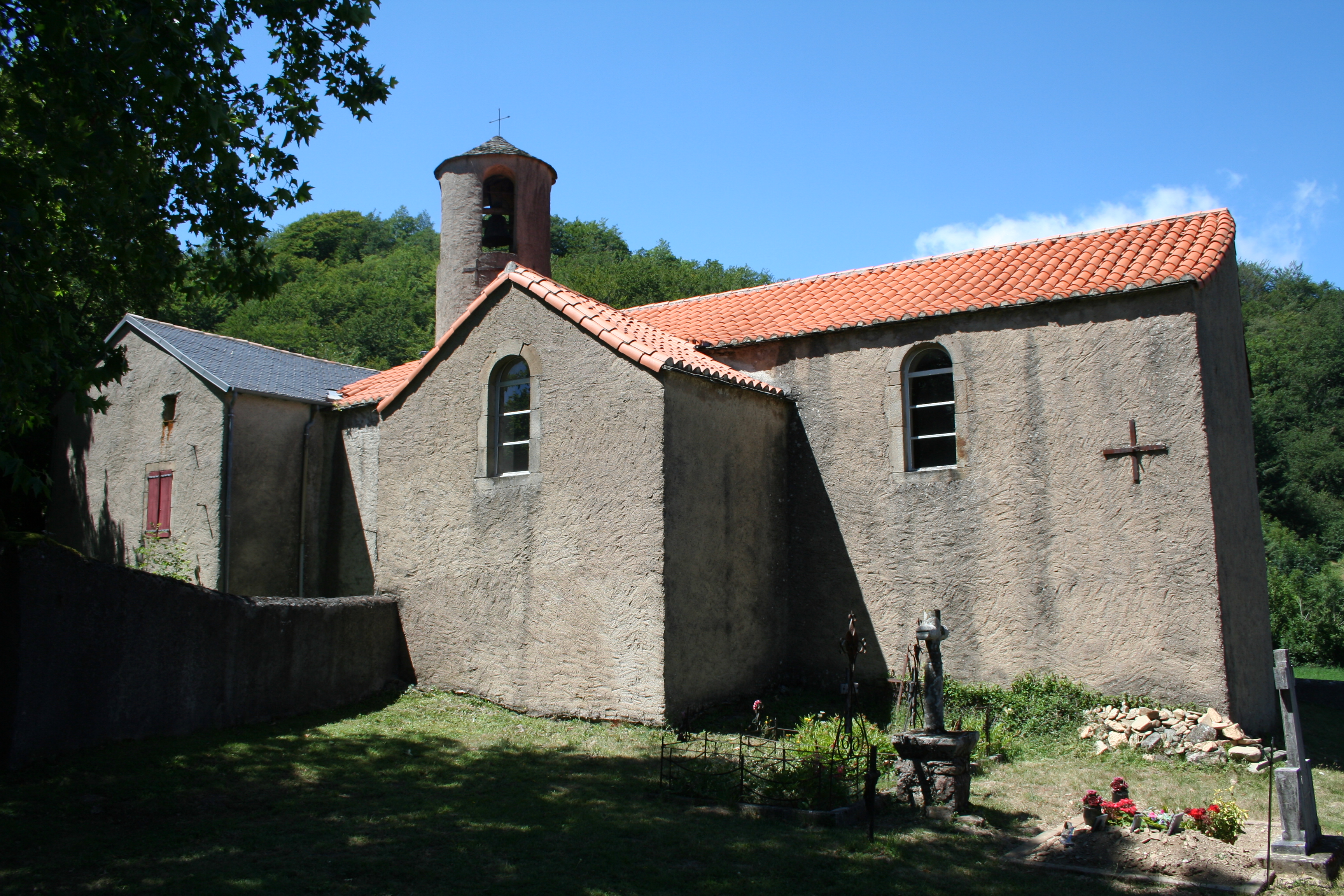
Église Saint-Pierre-des-Cats.
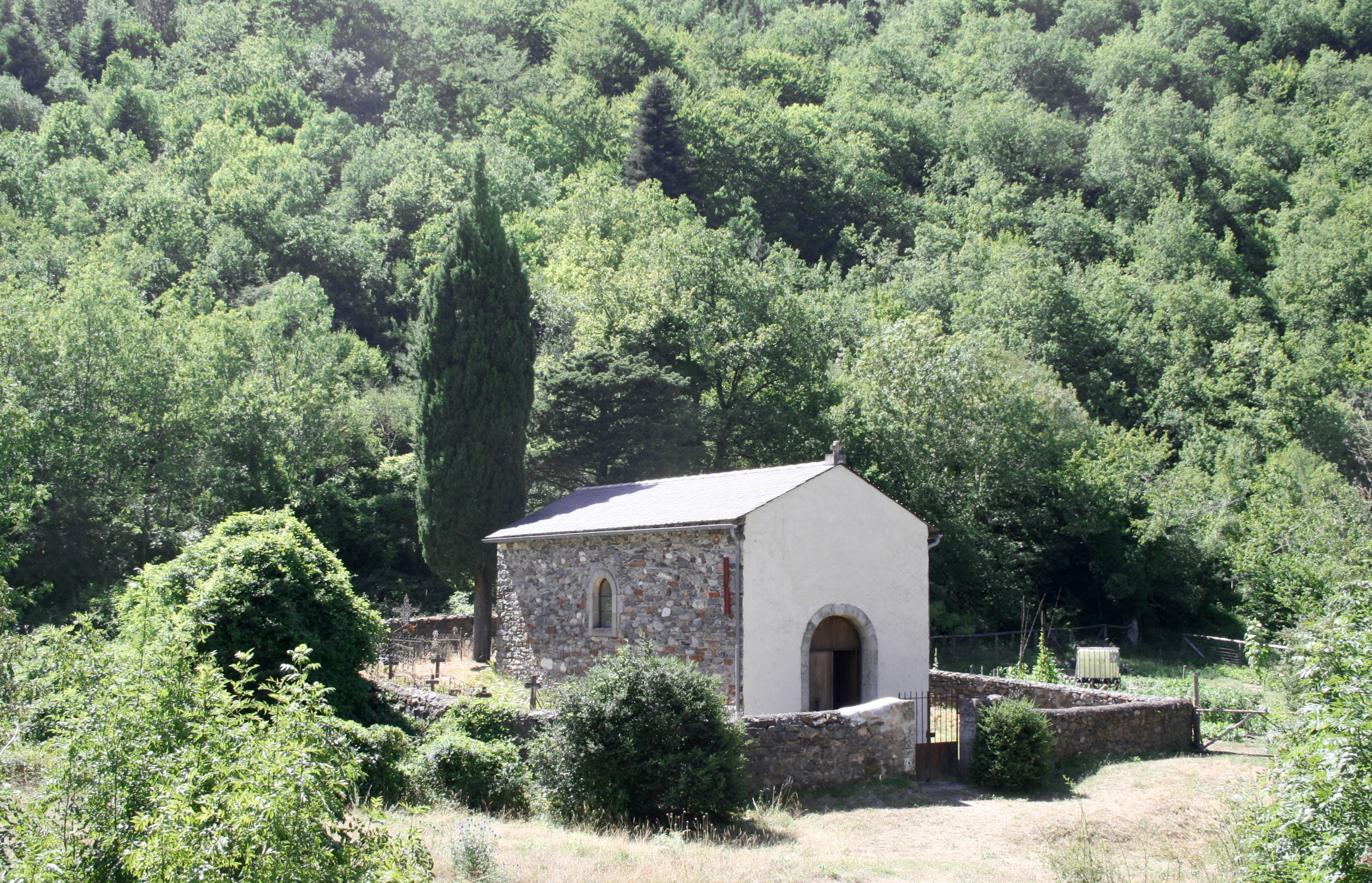
Chapelle Saint-Maurice.

### Personnalités liées à la commune
- Basile Joseph Abbal, fils de Jean Abbal et Marie Galzin, né le 2 mars 1799 à Labiras, Mélagues et décédé le 13 novembre 1890 à Rodez, vicaire général, député de l'Aveyron de 1848 à 1849, auteur d'ouvrages de piété.